# 天地人ダービー
天地人ダービー（てんちじんダービー）は、日本プロサッカーリーグ（Jリーグ）に所属するモンテディオ山形（山形県）とアルビレックス新潟（新潟県新潟市）が対戦する試合のこと。名称は、両クラブの本拠地が主な舞台であった2009年に日本放送協会（NHK）で放送された大河ドラマ『天地人』に由来する。
ここでは、命名以前の両チームの対戦も含めて記載する。

## 概要
モンテディオ山形が本拠地とする山形県と、アルビレックス新潟が本拠地とする新潟県とは、朝日連峰を介して県境を接しており、また新潟にとっては、Jリーグ全クラブ中で最も近い位置に所在するクラブが山形である。このような両チームであるが、1998年（平成10年）から2003年（平成15年）までジャパンフットボールリーグ (JFL) やJ2で22試合も対戦してきたが2004年（平成16年）からは新潟がJ1、山形がJ2とリーグが分かれ、5シーズン対戦が行われなかった。
2009年（平成21年）に山形はJ1へ昇格したが、山形にとってドル箱カードであったベガルタ仙台との「みちのくダービー」が同年に仙台がJ2へ残留したため開催されなくなった。また、山形はJ1昇格に際して戦力を強化したため、J2時代より運営費が増加した。これらなどから、入場料収入増のために観客をスタジアムに呼び込む新たな策が必要になった。
ちょうどこの年、山形県と新潟県の両県が主要舞台となる大河ドラマ『天地人』が1年を通じて放送され、また、新潟県全域および山形県庄内地方で「新潟デスティネーションキャンペーン」が同年10月1日から12月31日に開催されるなど、例年になく両県の間の交流が深まる状況が生まれていた。これを商機と見た山形は、新潟に共同でのイベント展開を打診。新潟としても2005年（平成17年）度をピークに観客数が減少し、2007年度には年2億円の赤字 を出していたため提案に乗り、同年より大河ドラマの題名『天地人』を冠した「天地人ダービー」が開始された。
なお、2011年までは天地人ダービーのイベントが両クラブにより、開催されていたが、2012年に山形がJ2に降格し、対戦が途絶え、2015年に再び対戦が実現して以降は両クラブとも天地人ダービーのイベントは行われておらず、天地人ダービーの名称もクラブ公式ではほとんど使用されなくなっている。

## 因縁
以下に、山形と新潟との間で移籍をした者を挙げる。これらを以って因縁と見る向きもある。
- 鈴木淳：山形で2004年から2005年、新潟で2006年から2009年まで監督に就任していた。
- 大島秀夫 (FW) ：山形に2001年から2004年まで所属し、2004年には日本人トップの22得点を挙げた。新潟には2009年から所属。
- 宮沢克行 (MF) ：新潟に2002年から2004年途中まで所属し、山形に2004年途中から同年末までレンタル移籍。その後、新潟に戻って2005年から2006年途中に所属したが、山形に2006年途中から完全移籍した。

## 戦績
■モンテディオ山形：9勝22敗9分
■アルビレックス新潟：22勝9敗9分
| 年                                                        | 月日     | 時期   | 時期   | 会場     | ホーム | 得点   | アウェイ | 観客数 |
| --------------------------------------------------------- | -------- | ------ | ------ | -------- | ------ | ------ | -------- | ------ |
| 1998年                                                    | 8月9日   | JFL    | 第15節 | 山形県   | 山形   | 1 - 0  | 新潟     | 4,825  |
| 1998年                                                    | 10月25日 | JFL    | 第29節 | 新潟市   | 新潟   | 2 - 0  | 山形     | -      |
| 1999年                                                    | 3月20日  | J2     | 第2節  | 新潟市   | 新潟   | 1v - 0 | 山形     | -      |
| 1999年                                                    | 5月5日   | J2     | 第10節 | 山形県   | 山形   | 3 - 0  | 新潟     | 3,866  |
| 1999年                                                    | 9月18日  | J2     | 第27節 | 新潟市   | 新潟   | 1 - 3  | 山形     | -      |
| 1999年                                                    | 11月14日 | J2     | 第35節 | 山形県   | 山形   | 2 - 3v | 新潟     | 3,616  |
| 2000年                                                    | 4月29日  | J2     | 第9節  | 山形県   | 山形   | 1 - 2v | 新潟     | 2,975  |
| 2000年                                                    | 6月21日  | J2     | 第20節 | 新潟市   | 新潟   | 4 - 0  | 山形     | -      |
| 2000年                                                    | 8月12日  | J2     | 第28節 | 山形県   | 山形   | 0 - 1  | 新潟     | 2,903  |
| 2000年                                                    | 10月14日 | J2     | 第38節 | 新潟市   | 新潟   | 1 - 0  | 山形     | 2,747  |
| 2001年                                                    | 3月24日  | J2     | 第3節  | 新潟市   | 新潟   | 1 - 1  | 山形     | 5,546  |
| 2001年                                                    | 5月23日  | J2     | 第13節 | 山形県   | 山形   | 0 - 1  | 新潟     | 1,803  |
| 2001年                                                    | 8月3日   | J2     | 第24節 | 新潟ス   | 新潟   | 0 - 1  | 山形     | 11,384 |
| 2001年                                                    | 11月6日  | J2     | 第42節 | 山形県   | 山形   | 2v - 1 | 新潟     | 4,635  |
| 2002年                                                    | 3月30日  | J2     | 第6節  | 山形県   | 山形   | 1 - 1  | 新潟     | 3,721  |
| 2002年                                                    | 5月12日  | J2     | 第15節 | 新潟市   | 新潟   | 1 - 0  | 山形     | 13,213 |
| 2002年                                                    | 8月7日   | J2     | 第23節 | 新潟ス   | 新潟   | 2 - 0  | 山形     | 21,828 |
| 2002年                                                    | 9月28日  | J2     | 第34節 | 山形県   | 山形   | 0 - 1  | 新潟     | 4,742  |
| 2003年                                                    | 4月29日  | J2     | 第9節  | 山形県   | 山形   | 1 - 0  | 新潟     | 10,096 |
| 2003年                                                    | 7月5日   | J2     | 第22節 | 新潟ス   | 新潟   | 1 - 1  | 山形     | 40,948 |
| 2003年                                                    | 9月6日   | J2     | 第32節 | 山形県   | 山形   | 1 - 2  | 新潟     | 7,852  |
| 2003年                                                    | 10月11日 | J2     | 第38節 | 新潟ス   | 新潟   | 4 - 1  | 山形     | 39,882 |
| 2004年 - 2008年は、新潟がJ1、山形がJ2所属のため対戦なし。 |          |        |        |          |        |        |          |        |
| 2009年                                                    | 5月9日   | J1     | 第11節 | NDスタ   | 山形   | 0 - 1  | 新潟     | 17,171 |
| 2009年                                                    | 7月26日  | J1     | 第19節 | 東北電ス | 新潟   | 1 - 1  | 山形     | 37,447 |
| 2010年                                                    | 5月15日  | J1     | 第11節 | 東北電ス | 新潟   | 3 - 1  | 山形     | 35,858 |
| 2010年                                                    | 8月13日  | J1     | 第19節 | NDスタ   | 山形   | 1 - 0  | 新潟     | 14,118 |
| 2011年                                                    | 7月2日   | J1     | 第2節  | 東北電ス | 新潟   | 2 - 0  | 山形     | 23,408 |
| 2011年                                                    | 7月30日  | J1     | 第19節 | NDスタ   | 山形   | 0 - 1  | 新潟     | 10,461 |
| 2012年 - 2014年は、新潟がJ1、山形がJ2所属のため対戦なし。 |          |        |        |          |        |        |          |        |
| 2015年                                                    | 5月6日   | J1 1st | 第10節 | デンカS  | 新潟   | 1 - 1  | 山形     | 25,009 |
| 2015年                                                    | 7月25日  | J1 2nd | 第4節  | NDスタ   | 山形   | 1 - 3  | 新潟     | 11,206 |
| 2016年 - 2017年は、新潟がJ1、山形がJ2所属のため対戦なし。 |          |        |        |          |        |        |          |        |
| 2018年                                                    | 5月20日  | J2     | 第15節 | デンカS  | 新潟   | 0 - 0  | 山形     | 18,397 |
| 2018年                                                    | 7月21日  | J2     | 第24節 | NDスタ   | 山形   | 1 - 2  | 新潟     | 11,101 |
| 2019年                                                    | 4月13日  | J2     | 第9節  | デンカS  | 新潟   | 2 - 2  | 山形     | 15,186 |
| 2019年                                                    | 8月11日  | J2     | 第27節 | NDスタ   | 山形   | 2 - 0  | 新潟     | 18,721 |
| 2020年                                                    | 7月19日  | J2     | 第6節  | デンカS  | 新潟   | 1 - 1  | 山形     | 3,766  |
| 2020年                                                    | 11月4日  | J2     | 第31節 | NDスタ   | 山形   | 1 - 2  | 新潟     | 2,579  |
| 2021年                                                    | 4月11日  | J2     | 第7節  | NDスタ   | 山形   | 0 - 2  | 新潟     | 5,289  |
| 2021年                                                    | 9月11日  | J2     | 第29節 | デンカS  | 新潟   | 1 - 2  | 山形     | 9,754  |
| 2022年                                                    | 5月29日  | J2     | 第19節 | デンカS  | 新潟   | 3 - 0  | 山形     | 19,008 |
| 2022年                                                    | 10月1日  | J2     | 第39節 | NDスタ   | 山形   | 1 - 1  | 新潟     | 12,072 |
| 2023年 - 2025年は、新潟がJ1、山形がJ2所属のため対戦なし。 |          |        |        |          |        |        |          |        |